# Solanum ovalifolium
Solanum ovalifolium är en potatisväxtart som beskrevs av Michel Félix Dunal. Solanum ovalifolium ingår i släktet skattor som ingår i familjen potatisväxter. Inga underarter finns listade i Catalogue of Life.